# Африканські мови
Африканські мови — об'єднані локалізовані на південь від Сахари мови. Серед них виділяють конго-кордофанські, ніло-сахарські та койсанські мовні сім'ї. Загальна кількість мовців у 1985 р. становила 337 млн. 365 тис. осіб.

## Загальний опис
Усього існує понад 2100 африканських мов, але деякі вчені налічують понад 3000.
Африканські мови ще недостатньо вивчені. Існує думка, що вони утворюють цілу низку сімей:
- Афразійські мови (хаміто-семітські) — поширені на Близькому Сході, у Північній Африці та на Африканському Розі;
- Ніло-сахарська — зосереджена у Судані та Чаді (спірне питання);
- Нігеро-конголезька мовна сім'я — розповсюджена у Західній, Центральній та Південно-Східній Африці;
- Мови кхое — сконцентровані у пустелях Намібії та Ботсвани;
- Австронезійські мови на Мадагаскарі;
- Індоєвропейські мови на самому півдні континенту.

Найбільшим об'єднанням африканських мов є нігеро-конголезькі мови, які становлять 6 самостійних груп:
- західноатлантичну;
- манде;
- гур;
- ква;
- адамауа;
- бенуе-конголеську.

| Африкаанс  | Португальська |
| Арабська   | Іспанська     |
| Англійська | суахілі       |
| Французька | Інші мови     |

Офіційні мови країн Африки

У Африці існують й інші, менші мовні сім'ї та ізольовані мови, так само як і нез'ясовані мови, що ще належить класифікувати додатково. Африка має широку різноманітність мов жестів, багато з яких ізольовані.
Досить добре вивчені мови банту — підгрупа бенуеконголеських мов, якими розмовляють 160 млн осіб у центральних і південних частинах Африки.
Етнічна мапа Африки відрізняється особливою складністю для дослідження, поряд з практично мононаціональними державами Африки існують держави з дуже складним етнічним складом.